# La Cultura (Metro de Lima y Callao)
La Cultura es la decimotercera estación de la línea 1 del Metro de Lima y Callao. Está ubicada en la intersección de las avenidas Aviación y Javier Prado Este, en el distrito de San Borja. La estación es de estructura elevada, y su entorno es comercial y cultural. Asimismo, en el futuro será la vigésima estación de la línea 4 de manera subterránea.

## Historia
La estación fue inaugurada el 11 de julio de 2011, como parte de la extensión del tramo 1. Inicialmente, se planificó nombrar la estación como Javier Prado; sin embargo, fue cambiado a La Cultura ya que en sus alrededores se encuentran la Biblioteca Nacional del Perú, el Museo de la Nación, el Teatro Nacional, entre otras instituciones estatales.

## Acceso
Originalmente, solo tenía un acceso ubicado en el lado sur de la estación; sin embargo, en 2017, debido a la gran afluencia de usuarios durante las horas punta, se realizaron obras de ampliación de la estación. Y en 2019, se inauguró un nuevo acceso ubicado en el lado norte. Ambos accesos se ubican a nivel de calle. La estación posee dos niveles; en el primero se encuentra la zona de torniquetes y boletería. En el segundo, las plataformas norte y sur están conectadas internamente por escaleras mecánicas y ascensores provenientes del primer nivel.

## Conexiones
Por proximidad, la estación tiene conexión con cuatro servicios del Corredor Rojo.
| Corredor Rojo | Corredor Rojo              | Corredor Rojo                                         | Corredor Rojo                         |
| Servicio      | Ruta                       | Paradero                                              | Horario                               |
| ------------- | -------------------------- | ----------------------------------------------------- | ------------------------------------- |
| 201           | Ceres - Faucett            | Aviación (rumbo oeste) Morelli (rumbo este)           | 05:00 - 23:00 (L-D)                   |
| 204           | Musa - Faucett             | Aviación (rumbo oeste) Morelli (rumbo este)           | 05:00 - 23:00 (L-S) 06:00 - 22:00 (D) |
| 206           | Corregidor - Universitaria | Museo de la Nación (rumbo oeste) Morelli (rumbo este) | 05:00 - 23:00 (L-S) 06:00 - 22:00 (D) |
| 209           | Tagore - Universitaria     | Museo de la Nación (rumbo oeste) Morelli (rumbo este) | 05:00 - 23:00 (L-D)                   |